# J. Carrol Naish
Joseph Patrick Carrol Naish (* 21. Januar 1896 in New York City, New York, USA; † 24. Januar 1973 in La Jolla, Kalifornien, USA) war ein US-amerikanischer Film- und Theaterschauspieler, der zweimal für den Oscar als bester Nebendarsteller nominiert wurde.

## Leben
J. Carrol Naish, der Sohn von Patrick Sarsfield und dessen Frau Catherine Moran, hatte irische Vorfahren; sein Ururgroßvater selbst war einst irischer Lordkanzler. Naish wuchs in Harlem auf, und besuchte dort die St. Cecillia’s Academy. Mit 16 Jahren brach er die Schule ab und trat der United States Navy bei. Naish kämpfte schon kurz danach als Soldat im Ersten Weltkrieg und sah schnell ein, dass er dem Beruf eines Soldaten nichts abgewinnen konnte. Nach dem Ende des Krieges lebte Naish zu Beginn der 1920er Jahre einige Jahre in Europa, wo er sich mit Gelegenheitsjobs finanziell über Wasser hielt. An Bord eines Handelsschiffes kehrte Naish Mitte der 1920er Jahre in die USA zurück, wo er sich zunächst in Hollywood niederließ.
Hier begann er ab 1926 seine Karriere als Schauspieler, wenngleich er zunächst nur als Statist und Stuntman in Stummfilmen präsent war. Von 1926 bis 1930 versuchte sich Naish auch als Schauspieler am Broadway, als er der Theatergruppe The Shanghai Gesture beitrat. Ohne jedoch den nötigen Erfolg zu verbuchen, den er meinte, beim Film gefunden zu haben, kehrte Naish bereits Anfang der 1930er Jahre nach Hollywood zurück.
J. Carrol Naish zählte zu den wandlungsfähigsten Schauspielern seiner Generation, da er in der Lage war, sowohl südländische Charaktere wie etwa Italiener und Latinos zu verkörpern, aber auch Inder, Araber und selbst Chinesen darstellte. Auch Rabbiner oder christliche Geistliche zählten zu Naishs Repertoire. Einer seiner ersten großen Kinoerfolge war der 1943 produzierte Kriegsfilm Sahara, für den er 1944 erstmals für den Oscar in der Kategorie Bester Nebendarsteller nominiert wurde. Seine Darbietung in A Medal for Benny von 1945 bescherte Naish eine zweite Oscar-Nominierung und die Auszeichnung mit dem Golden Globe Award. Insgesamt stand Naish in über 200 Filmen vor der Kamera. In einer seiner letzten Rollen trat er 1968 als Gastdarsteller in der Western-Serie Bonanza auf.
Seine angeschlagene Gesundheit war der Grund, weshalb sich Naish ab 1969 ins Privatleben mit seiner Frau Gladys (1907–1987) und der gemeinsamen Tochter zurückzog. Ein letztes Mal zu sehen war er 1971 im Horror-Drama Draculas Bluthochzeit mit Frankenstein. Zwei Jahre später starb er, drei Tage nach seinem 77. Geburtstag, an einem Emphysem. Sein Grab befindet sich auf dem Calvary Cemetery in Los Angeles.
Ihm ist ein Stern auf dem Hollywood Walk of Fame gewidmet.

## Filmografie (Auswahl)
- 1925: The Open Switch
- 1926: Rivalen (What Price Glory?)
- 1931: The Royal Bed
- 1932: Der Rächer des Tong (The Hatchet Man)
- 1932: Tiger Hai (Tiger Shark)
- 1932: Big City Blues
- 1932: Zwei Sekunden (Two Seconds)
- 1932: Der falsche Torero (The Kid from Spain)
- 1933: Die Legion des Todes (The Devil’s in Love)
- 1933: Frisco Jenny
- 1933: Elmer the Great
- 1934: British Agent
- 1934: Das Mädel aus der Unterwelt (Upperworld)
- 1935: In blinder Wut (Black Fury)
- 1935: Die Peitsche der Pampas (Under the Pampas Moon)
- 1935: Bengali (The Lives of a Bengal Lancer)
- 1935: Unter Piratenflagge (Captain Blood)
- 1935: Die Frau auf Seite 1 (Front Page Woman)
- 1936: Der Verrat des Surat Khan (The Charge of the Light Brigade)
- 1937: Mr. Moto und die Schmugglerbande (Think Fast, Mr. Moto)
- 1939: Drei Fremdenlegionäre (Beau Geste)
- 1940: Galopp ins Glück (Down Argentine Way)
- 1941: König der Toreros (Blood and Sand)
- 1941: Die Hölle der Südsee (Typhoon)
- 1941: Birth of the Blues
- 1941: Blutrache (The Corsican Brothers)
- 1942: Sechs Schicksale (Tales of Manhattan)
- 1942: The Pied Piper
- 1943: Sahara (Sahara)
- 1943: Unternehmen Donnerschlag (Gung Ho!)
- 1944: Voice in the Wind
- 1944: Drachensaat (Dragon Seed)
- 1944: Frankensteins Haus (House of Frankenstein)
- 1945: A Medal for Benny
- 1945: Der Mann aus dem Süden (The Southerner)
- 1945: Star in the Night
- 1946: Die Bestie mit den fünf Fingern (The Beast with Five Fingers)
- 1946: Humoreske (Humoresque)
- 1946: Eine Falle für den Banditen (Bad Bascomb)
- 1947: Befehl des Gewissens (The Fugitive)
- 1947: Karneval in Costa Rica (Carnival in Costa Rica)
- 1948: Johanna von Orleans (Joan of Arc)
- 1948: Ein Bandit zum Küssen (The Kissing Bandit)
- 1949: Canadian Pacific
- 1949: Kuß um Mitternacht (That Midnight Kiss)
- 1950: Rio Grande
- 1950: Blutrache in New York (Black Hand)
- 1950: Drei Männer für Alison (Please Believe Me)
- 1950: Der Fischer von Louisiana (The Toast of New Orleans)
- 1951: Colorado (Across the Wide Missouri)
- 1951: Das Zeichen des Verräters (Mark of the Renegade)
- 1952: Vor dem neuen Tag (Clash by Night)
- 1952: Der Tiger von Utah (Ride the Man Down)
- 1952: Terror am Rio Grande (Denver and Rio Grande)
- 1952: Faustrecht in Minnesota (Woman of the North Country)
- 1953: Das Höllenriff (Beneath the 12-Mile Reef)
- 1953: Fighter Attack
- 1954: Das letzte Gefecht (Sitting Bull)
- 1954: Saskatschewan (Saskatchewan)
- 1955: Die Barrikaden von San Antone (The Last Command)
- 1955: Die Stadt der toten Seelen (Rage at Dawn)
- 1957: Kein Platz für feine Damen (This Could Be the Night)
- 1957–1958: The New Adventures of Charlie Chan (Fernsehserie, 39 Folgen)
- 1960: Die Unbestechlichen (Fernsehserie, Folge The Noise of Death)
- 1960–1961: Guestward Ho! (Fernsehserie, 38 Folgen)
- 1961: Force of Impulse
- 1965: Bezaubernde Jeannie (Fernsehserie, Folge Djinn and Water)
- 1966: Solo für O.N.C.E.L. (Fernsehserie, Folge The Super-Colossal Affair)
- 1968: Bonanza (Fernsehserie, Folge A Severe Case of Matrimony)
- 1970: Cutter duldet keinen Mord (Cutter's Trail) (Fernsehfilm)
- 1971: Draculas Bluthochzeit mit Frankenstein (Dracula vs. Frankenstein)

## Auszeichnungen
- 1944: Oscar-Nominierung in der Kategorie Bester Nebendarsteller für Sahara
- 1946: Oscar-Nominierung in der Kategorie Bester Nebendarsteller für A Medal for Benny
- 1946: Golden Globe Award in der Kategorie Bester Nebendarsteller für A Medal for Benny